# عقد 880
عقد 880 هو عقد امتد بين 1 يناير 880 و31 ديسمبر 889 بحسب التقويم الميلادي. سبقه عقد 870 ولحقه عقد 890.

## أحداث
- معركة ميلاتسو (888)

## مواليد
- المنذر بن سعيد البلوطي (887)
- سعيد الفيومي (882)
- محمد بن نصير (883)
- ابن شعبان (883)
- محمد بن خفيف الشيرازي (882)
- محمد بن القاسم الأنباري (885)
- جيش بن خمارويه (882)
- خيمينو غارسيز (882)
- عبد الرحمن الناصر لدين الله (889)
- أبو هاشم الجبائي (888)
- أبو العباس الميكالي (883)

## وفيات
- روريك من دورستاد (882)
- أبو محمد بن قتيبة الدينوري (889)
- أبو عبد الله محمد بن عيسى المهاني (884)
- محمد بن نصير (883)
- سليمان بن وهب (885)
- الزكي عبد الله (881)
- الحسن بن زيد بن محمد (884)
- محمد بن ماجه (886)
- محمد بن عبد الرحمن (886)
- شنودة الأول (880)
- هوانغ تشاو (884)

## كتب
- Yves Denis Papin (1998). Chronologie de l'histoire ancienne. Lieu de publication non identifié: Éditions Jean-paul Gisserot. ISBN:2-87747-346-5. OCLC:40746926. مؤرشف من الأصل في 2022-03-16.
- موسوعة حضارة العالم (2002) لأحمد محمد عوف.

## روابط خارجية
- تصفح سنة بسنة عقد 880 على موقع onthisday.com
- تصفح سنة بسنة عقد 880 ابتداءً من سنة عقد 880 على موقع المكتبة الوطنية الفرنسية